# أندرو كروز
أندرو كروز (بالإنجليزية: Andrew Crews)‏ هو لاعب كرة قدم شاطئية ‏ ولاعب كرة قدم أسترالي، ولد في 18 أغسطس 1973. لعب مع سيدني تايغرز.

## وصلات خارجية
- أندرو كروز على موقع الاتحاد الدولي (مؤرشف)  (الإنجليزية)